# José Félix Parra
José Félix Parra Cuerda (Ossa de Montiel, 16 gennaio 1997) è un ciclista su strada spagnolo che corre per il team Equipo Kern Pharma; è professionista dal 2020.

## Palmarès

### Strada
- 2021 (Equipo Kern Pharma, due vittorie)

4ª tappa Tour Alsace (Ribeauvillé > Lac Blanc)
Classifica generale Tour Alsace
- 2024 (Equipo Kern Pharma, una vittoria)

5ª tappa Alpes Isère Tour (Saint-Pierre de Chartreuse > Le Bourg d'Oisans)

## Piazzamenti

### Grandi Giri
- Vuelta a España

2022: 25º
2024: 17º

### Competizioni mondiali
- Campionati del mondo

Innsbruck 2018 - Cronometro Under-23: 56º
Innsbruck 2018 - In linea Under-23: 40º